# Zakaria Goneim
Muhammed Zakaria Goneim, in arabo زكريا غنيم Muhammad Zakarīya Ghunaim (1905 – 1959), è stato un egittologo egiziano noto per le sue scoperte nell'area di Saqqara ed è ancor più conosciuto per la scoperta della piramide a gradoni di Sekhemkhet.
Di famiglia copta, convertitasi all’Islam nel XIX secolo, prima della II Guerra Mondiale lavorò a Saqqara nel tempio funerario di Unis ove, concluso il conflitto, tornò per proseguire le ricerche, in stretto contatto con Jean-Philippe Lauer che operava sulla vicina piramide di Djoser.
Ritenendo di aver rinvenuto una sepoltura intatta, poiché il sarcofago in alabastro presentava ancora i sigilli originali, organizzò una pubblica apertura che attirò l’attenzione dei media locali ed internazionali, ma che purtroppo si risolse in un fallimento poiché il sarcofago risultò vuoto. Ciò compromise, tuttavia, una delle scoperte più importanti dell’egittologia e a nulla servì il pubblico encomio rivoltogli dal presidente egiziano Gamal Abd el-Nasser.
Amareggiato dalla situazione, Goneim si recò negli Stati Uniti per un ciclo di conferenze; scrisse, in questo periodo, "la Piramide sepolta" con riferimento ai lavori relativi alla piramide di Sekhemkhet, testo che venne tradotto in numerose lingue.
Rientrato in Egitto, venne accusato di aver contrabbandato all'estero un'imbarcazione che Lauer e James Edward Quibell avevano rinvenuto durante gli scavi della piramide di Djoser; pur non esistendo evidenze del suo coinvolgimento, venne interrogato più volte dalla polizie e contro di lui si scatenò una violenta campagna negativa che lo devastò psicologicamente nonostante lo stesso Lauer cercasse di difenderlo dalle accuse.
Nel 1959 il reperto venne rinvenuto in un deposito del Museo Egizio del Cairo, ma era troppo tardi: la continua sottoposizione a sospetti e dicerie malevole fece sì che Muhammed Zakaria Goneim ponesse fine ai suoi giorni annegandosi nel Nilo il 12 gennaio 1959.

## Pubblicazioni
- (EN) 1956, The Buried Pyramid, Longmanz, New York;
- (EN) 1956, The lost Pyramid, Rinehart, New York;
- (EN) 1957, Excavation at Saqqara: Horus Sekhem-khet, the unfinished pyramid at Saqqara, Institut français d’archéologie orientale, Le Caire